# Culcasia loukandensis
Culcasia loukandensis är en kallaväxtart som beskrevs av François Pellegrin. Culcasia loukandensis ingår i släktet Culcasia och familjen kallaväxter. Inga underarter finns listade.